# Wawer
Wawer est un arrondissement de Varsovie situé au sud de la ville. Souvent considéré comme l'arrondissement le plus verdoyant de la ville, Wawer est un lieu de détente pour de nombreux Varsoviens.

## Quartiers de Wawer
L’arrondissement est composé des quartiers suivants:
- Aleksandrów
- Anin
- Falenica
- Las
- Marysin Wawerski Sud
- Marysin Wawerski Nord
- Miedzeszyn
- Międzylesie
- Nadwiśle
- Radość
- Sadul
- Nouveau Wawer
- Zerzeń

## Personnalités liées
- Rafał Gan-Ganowicz (1932-2002), mercenaire polonais